# Episodi di Miss Farah (seconda stagione)
La seconda stagione della serie televisiva Miss Farah è andata in onda negli Egitto dal 15 novembre 2020 al 14 dicembre 2020 sul network Shahid VIP.
In Egitto, la stagione è stata interamente pubblicata sul servizio on demand Shahid VIP il 15 novembre 2020.
In Arabia Saudita, La stagione viene trasmessa in prima visione gratuita su MBC 4 a partire dal 7 febbraio 2021.
| n° | Titolo arabe | Titolo originale     | Pubblicazione Egitto | Prima TV Arabia Saudita |
| -- | ------------ | -------------------- | -------------------- | ----------------------- |
| 1  |              | Chapter Twenty-Three | 15 novembre 2020     | 7 febbraio 2021         |
| 2  |              | Chapter Twenty-Four  | 16 novembre 2020     | 8 febbraio 2021         |
| 3  |              | Chapter Twenty-Five  | 17 novembre 2020     | 9 febbraio 2021         |
| 4  |              | Chapter Twenty-Six   | 18 novembre 2020     | 10 febbraio 2021        |
| 5  |              | Chapter Twenty-Seven | 19 novembre 2020     | 11 febbraio 2021        |
| 6  |              | Chapter Twenty-Eight | 22 novembre 2020     | 14 febbraio 2021        |
| 7  |              | Chapter Twenty-Nine  | 23 novembre 2020     | 15 febbraio 2021        |
| 8  |              | Chapter Thirty       | 24 novembre 2020     | 16 febbraio 2021        |
| 9  |              | Chapter Thirty-One   | 25 novembre 2020     | 17 febbraio 2021        |
| 10 |              | Chapter Thirty-Two   | 26 novembre 2020     | 18 febbraio 2021        |
| 11 |              | Chapter Thirty-Three | 29 novembre 2020     | 21 febbraio 2021        |
| 12 |              | Chapter Thirty-Four  | 30 novembre 2020     | 22 febbraio 2021        |
| 13 |              | Chapter Thirty-Five  | 1 dicembre 2020      | 23 febbraio 2021        |
| 14 |              | Chapter Thirty-Six   | 2 dicembre 2020      | 24 febbraio 2021        |
| 15 |              | Chapter Thirty-Seven | 3 dicembre 2020      | 25 febbraio 2021        |
| 16 |              | Chapter Thirty-Eight | 4 dicembre 2020      | 28 febbraio 2021        |
| 17 |              | Chapter Thirty-Nine  | 7 dicembre 2020      | 1 marzo 2021            |
| 18 |              | Chapter Forty        | 8 dicembre 2020      | 2 marzo 2021            |
| 19 |              | Chapter Forty-One    | 9 dicembre 2020      | 3 marzo 2021            |
| 20 |              | Chapter Forty-Two    | 10 dicembre 2020     | 4 marzo 2021            |
| 21 |              | Chapter Forty-Three  | 13 dicembre 2020     | 7 marzo 2021            |
| 22 |              | Chapter Forty-Four   | 14 dicembre 2020     | 8 marzo 2021            |